# Cacatois

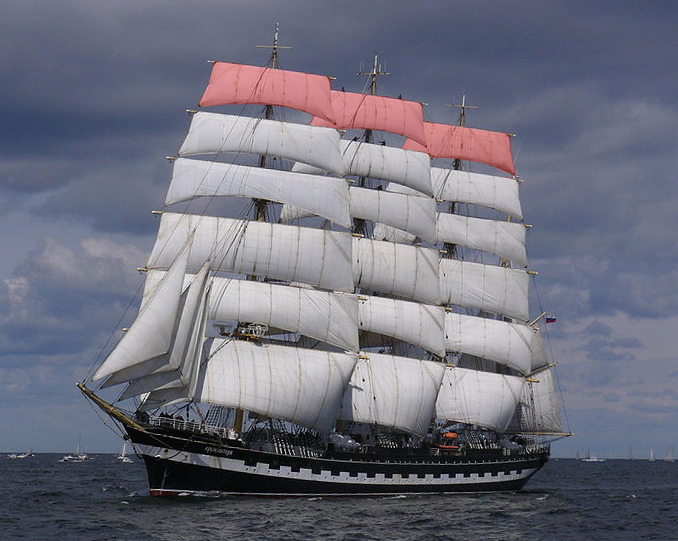
Sur les grands voiliers, comme le Krusenstern, le cacatois est la plus haute voile de chaque mât (la 6e): "Royal Sail"

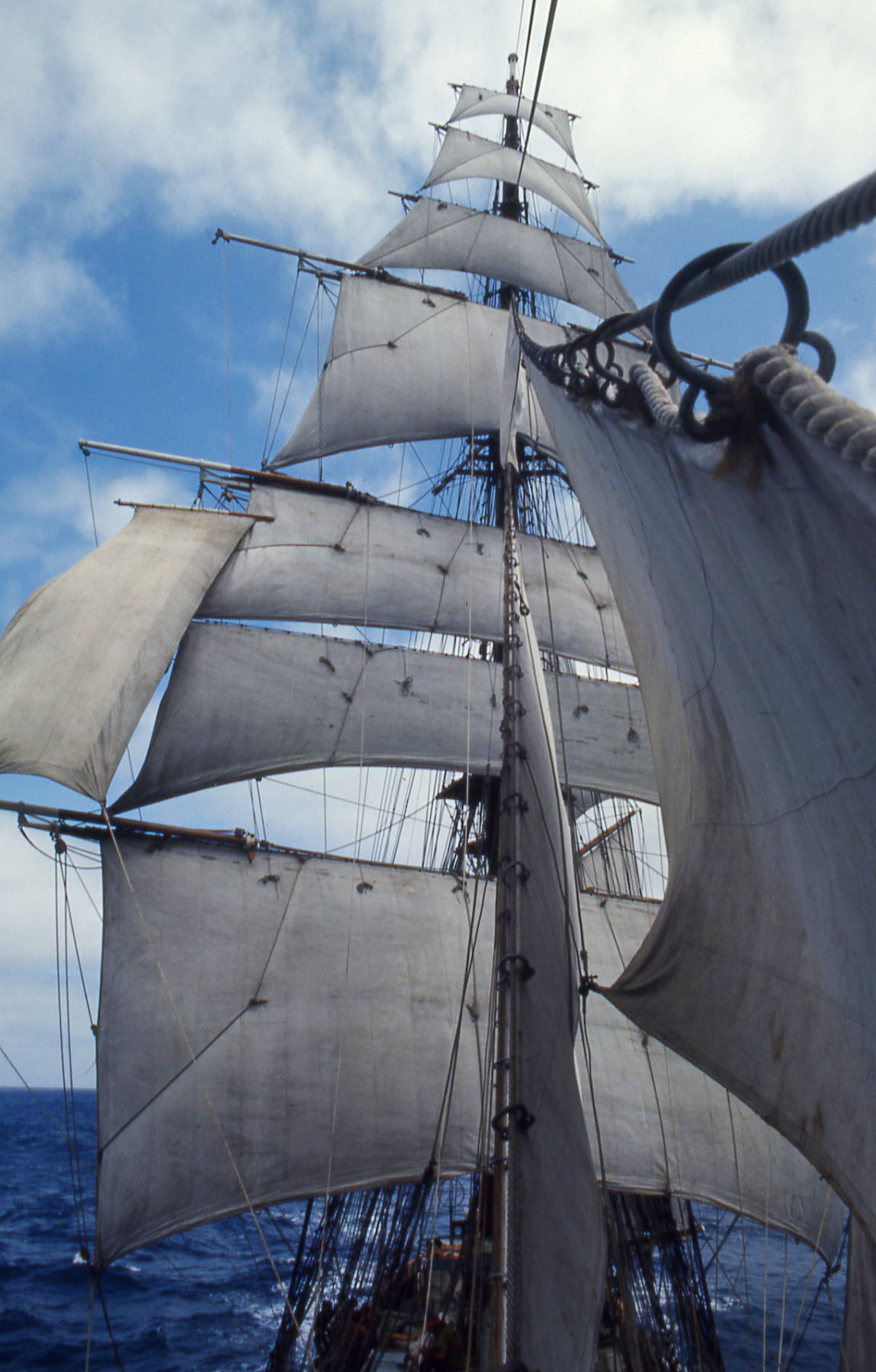
Le grand-mât ici porte 3 cacatois au sommet (le perroquet n'est pas divisé en deux)

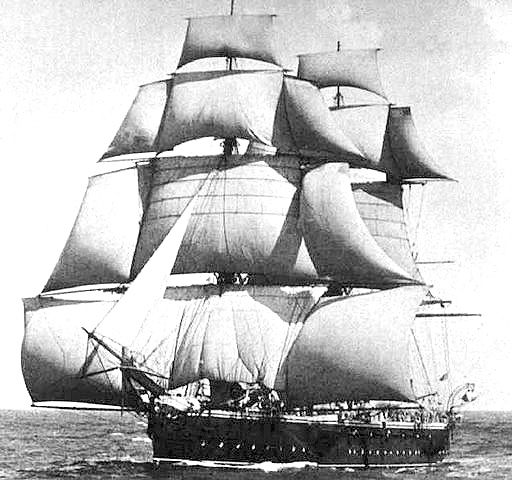
Corvette toutes voiles déployées, les cacatois constituent les 4e voile les plus hautes sur chaque mât visible.

Le cacatois est une petite voile carrée se trouvant au-dessus du perroquet, hissée par beau temps sur les voiliers comportant plus de 3 voiles par mâts.
Il s'agit généralement de la voile la plus haute (généralement la 4e).

## Nom des voiles
Il existe plusieurs types de cacatois en fonction du mât où il se trouve :
- petit cacatois, sur le mât de misaine.
- grand cacatois, sur le grand mât.
- Cacatois de perruche, sur le mât d'artimon

La voile au-dessus du cacatois s'appelle le contre-cacatois. En anglais on parle de Royal sail et Skysail, parfois un 3e cacatois apparait que l'on appelle : Moonraker ou monorail ou hopesail ou hope-in-heaven.
Certains grands voiliers disposent de très nombreuses voiles (jusqu'à sept par mât). Les voiles sont dédoublées et on rencontre :
- petit cacatois (en bas) et petit-contre cacatois (en haut), sur le mât de misaine.
- grand cacatois (en bas) et grand-contre cacatois (en haut), sur le grand mât.
- Cacatois de perruche (en bas) et contre-cacatois de perruche (en haut), sur le mât d'artimon

Dans cette configuration les cacatois sont les voiles les plus hautes (les 6e et 7e).

## Étymologie
Le nom viendrait comme les autres voiles hautes, de nom d'oiseaux, ici le cacatoès.